# Cuncy-lès-Varzy
Cuncy-lès-Varzy é uma comuna francesa na região administrativa de Borgonha-Franco-Condado, no departamento Nièvre. Estende-se por uma área de 15,67 km². Em 2010 a comuna tinha 128 habitantes (densidade: 8,2 hab./km²).